# Уліласька сільська рада
У́ліласька сільська рада (ест. Ulila külanõukogu, рос. Улилаский сельский совет) — сільська рада в Естонській РСР, адміністративно-територіальна одиниця в складі повіту Тартумаа (1945—1950), Елваського району (1950—1962) і Тартуського району (1962—1972).

## Географічні дані
1959 року населення сільради становило 1536 осіб, 1970-го — 1500 осіб.

## Населені пункти
У 1970 році Улілаській сільській раді підпорядковувалися населені пункти:
селище Уліла (Ulila alevik), колонія Рямсі (Rämsi asund), поселення Уліла (Ulila asundus);
села (küla): Визівере (Võsivere), Гяр'янурме (Härjanurme), Каймі (Kaimi), Канну (Kannu), Куре (Kure), Рідакюла (Ridaküla), Сіберінурме (Siberinurme), Тейлма (Teilma).

## Історія
13 вересня 1945 року на території волості Пуг'я в Тартуському повіті утворена Уліласька сільська рада з центром у селі Каймі. Територія сільради збігалася з волостю Уліла, що існувала впродовж 1866—1939 років. Головою сільської ради обраний Карл Паллом (Karl Pallom), секретарем — Легте Варб (Lehte Varb).
26 вересня 1950 року, після скасування в Естонській РСР повітового та волосного поділу, сільська рада ввійшла до складу новоутвореного Елваського сільського району.
3 вересня 1960 року площа сільради зменшилася внаслідок передачі Пуг'яській сільській раді території садівничого радгоспу «Мяеотса».
21 грудня 1962 року сільрада приєднана до Тартуського району після ліквідації Елваського району.
27 липня 1972 року Уліласька сільська рада ліквідована. Її територія склала східну частину Пуг'яської сільради.